# Fangchuan

Fangchuan (Chinês: 防川村, Fangchuancun) é uma vila no extremo nordeste da China, situada numa estreita (<1km de largura) língua de terra que contém o rio Tumen, ficando entre a Fronteira China-Rússia e Fronteira China-Coreia do Norte, que se encontram no extremo sudeste dessa faixa de terra chinesa.
Fica na província de Jilin, Prefeitura Autônoma de Yanbian, condado de Hunchun.